# Amor mío (serie de televisión argentina)
Amor mío es una sitcom argentina, producida por Cris Morena Group y basada en una idea original de Romina Yan, creada en 2005. Protagonizada por Romina Yan y Damián De Santo. Coprotagonizada por Jorgelina Aruzzi, Pasta Dioguardi, Gastón Ricaud, Ernesto Claudio y Rita Terranova. También, contó con las actuaciones especiales de los primeros actores Arturo Bonín y María Valenzuela. Fue la comedia romántica más vista de los últimos tiempos en Argentina. Este fue el primer proyecto en el que una productora local se arriesgó a realizar un programa en formato sitcom con un guion original. Los resultados de esta aventura mostraron un rating con marcas que superaron los 26 puntos, lo que le permitió mantenerse como líder en su franja horaria.
En el 2006 Televisa en alianza con Telefe realizaron la versión mexicana, en la cual participaron actores mexicanos quienes viajaron a Argentina para grabar allí los capítulos.

## Sinopsis
La historia gira en torno a Abril y Marcos, dos personas con personalidades totalmente opuestas. Ella es inquieta, extrovertida, alegre, mientras él es amante del orden, la tranquilidad y una vida hogareña. La convivencia no es fácil y es peor cuando ambos tratan de disimular la atracción que va surgiendo entre ellos.
Los protagonistas de esta historia se conocen durante su infancia. Ángeles (la madre de Marcos) se enamora de Miguel (el padre de Abril), después de que ambos se separan de sus respectivos cónyuges. Ellos desean casarse y es así como las vidas de Abril y Marcos se cruzan por primera vez. Ellos al principio sienten un rechazo inmediato y así viven durante varios años, pelea tras pelea, hasta que sus vidas toman caminos distintos. 
Sin embargo, el destino se empeña en volver a unirlos, ahora siendo adultos. El abogado de la familia los cita para la lectura de testamento después de que sus padres mueren en un accidente automovilístico. Ellos son los herederos de un departamento, el cual no puede ser vendido hasta resolver su situación jurídica. 
A pesar de que a ninguno le agrada la idea de convivir, Abril y Marcos se mudan al mismo departamento y ahí comienza esta historia. Ellos tienen distintas perspectivas de la vida, un pasado en común nada agradable y conflictos propios aún por resolver; pero más allá de esas diferencias aparentemente irreconciliables, se vislumbra una atracción irresistible. En esa intimidad obligada, aprenderán a reconocerse a sí mismos y a revalorar al otro, todo esto en medio de batallas campales, berrinches, gritos, situaciones románticas, celos, coqueteos.

## Elenco
- Romina Yan como Abril.
- Damián De Santo como Marcos.
- Arturo Bonín como Andrés.
- María Valenzuela como Maggie.
- Jorgelina Aruzzi como Vera.
- Pasta Dioguardi como Felipe.
- Gastón Ricaud como Santiago.
- Ernesto Claudio como Donado.
- Rita Terranova como Inés.
- Fabian Bagnato como Petter
- Fabio Aste
- Eugenia Suárez como Violeta.
- Natalia Melcon como Bárbara
- Mariela Castro Balboa como Betty.
- Chela Cardalda como Sara.
- Dolores Sarmiento como Sole.
- Irene Goldszer
- Camila Luján Castro
- Eugenia Tobal como Patricia.
- Felipe Colombo como Ignacio "Nachito" Fuentes
- Ezequiel Castaño
- María Jimena Piccolo
- Nicolás Goldschmidt
- Candela Vetrano como Milagros "Milli" Ortiz
- Alejo García Pintos

## Adaptaciones
El formato se ha vendido a Israel, Rusia y México. La serie fue incluso transmitida por Cartoon Network en Corea y Japón.
- En el 2006 Televisa realizó la versión mexicana en alianza con Telefe, titulada también "Amor mío", fue protagonizada por Vanessa Guzmán y Raúl Araiza.

## Premios y nominaciones
| Año  | Premio               | Categoría                     | Programa         | Resultado |
| ---- | -------------------- | ----------------------------- | ---------------- | --------- |
| 2005 | Premio Clarín        | Artista revelación            | Jorgelina Aruzzi | Nominada  |
| 2005 | Premio Clarín        | Mejor ficción diaria: comedia | Amor mío         | Nominada  |
| 2005 | Premio Martín Fierro | Actor protagonista de comedia | Damián De Santo  | Nominado  |
| 2005 | Premio Martín Fierro | Actriz de reparto en comedia  | Jorgelina Aruzzi | Nominada  |
| 2005 | Premio Martín Fierro | Actriz de reparto en comedia  | María Valenzuela | Nominada  |
| 2005 | Premio Martín Fierro | Mejor comedia                 | Amor mío         | Nominada  |